# Lijst van voetbalinterlands Bhutan - Guam
Deze lijst van voetbalinterlands geeft een overzicht van alle officiële voetbalwedstrijden tussen de nationale teams van Bhutan en Guam. De landen hebben tot op heden drie keer tegen elkaar gespeeld. De eerste ontmoeting, een kwalificatiewedstrijd voor de Azië Cup 2004, werd gespeeld in Thimphu op 23 april 2003. Het laatste duel, een kwalificatiewedstrijd voor het Wereldkampioenschap voetbal 2022, vond plaats op 11 juni 2019 in Hagåtña.

## Wedstrijden
| № | Plaats  | Datum         | Competitie                 | Wedstrijd     | Uitslag |
| - | ------- | ------------- | -------------------------- | ------------- | ------- |
| 1 | Thimphu | 23 april 2003 | Azië Cup 2004 kwalificatie | Guam − Bhutan | 0 − 6   |
| 2 | Thimphu | 6 juni 2019   | WK 2022 kwalificatie       | Bhutan − Guam | 1 − 0   |
| 3 | Hagåtña | 11 juni 2019  | WK 2022 kwalificatie       | Guam − Bhutan | 5 − 0   |

## Samenvatting
| Competitie            | Totaal gespeeld | Winst Bhutan | Gelijk | Winst Guam | Doelsaldo Bhutan – Guam |
| --------------------- | --------------- | ------------ | ------ | ---------- | ----------------------- |
| WK-kwalificatie       | 2               | 1            | 0      | 1          | 1 − 5                   |
| Azië Cup-kwalificatie | 1               | 1            | 0      | 0          | 6 − 0                   |
| Totaal                | 3               | 2            | 0      | 1          | 7 − 5                   |

Wedstrijden bepaald door strafschoppen worden, in lijn met de FIFA, als een gelijkspel gerekend.
BFF · Bhutaans vrouwenelftal
Afghanistan ·
Bangladesh ·
Brunei ·
Cambodja ·
Centraal-Afrikaanse Republiek ·
China ·
Filipijnen ·
Guam ·
Hongkong ·
India ·
Indonesië ·
Jemen ·
Koeweit ·
Laos ·
Libanon ·
Macau ·
Malediven ·
Maleisië ·
Mongolië ·
Montserrat ·
Nepal ·
Oman ·
Pakistan ·
Palestina ·
Qatar ·
Saoedi-Arabië ·
Sri Lanka ·
Tadzjikistan ·
Thailand ·
Turkmenistan
GFA ·
Bondscoaches ·
Topscorers · 
Guamees vrouwenvoetbalelftal ·
Guam U21
Amerikaans-Samoa ·
Aruba ·
Australië ·
Bangladesh ·
Bhutan ·
Cambodja ·
China ·
Filipijnen ·
Hongkong ·
India ·
Iran ·
Laos ·
Macau ·
Malediven ·
Mongolië ·
Myanmar ·
Nieuw-Caledonië ·
Noord-Korea ·
Oman ·
Pakistan ·
Palestina ·
Salomonseilanden ·
Singapore ·
Sri Lanka ·
Syrië ·
Tadzjikistan ·
Taiwan ·
Turkmenistan ·
Vanuatu ·
Vietnam ·
Zuid-Korea